# 丸紅ダイレクト
丸紅ダイレクトとは、丸紅株式会社の傘下であったインターネットでの販売事業を展開していた企業である。
直販サイトは、2004年2月29日をもって閉鎖された。

## 出来事

### 値段の誤表記
2003年11月2日、パソコンの値段19万8000円を1万9800円と誤表記したことがインターネット掲示板で広まり、このパソコンが買い占めされた。
丸紅ダイレクトは、当該商品の注文のキャンセル、返金を行ったが、その対応に対してメールや電話などで抗議する人が増え、丸紅ダイレクトは、キャンセル・返金対応から誤表記の値段での注文をした人には、19,800円/台 で販売した。
この影響で他のインターネット販売サイトでは、商品の発送が完了してから、売買契約を成立させるようになった。